# روابط اسرائیل و بحرین
روابط بحرین و اسرائیل به روابط بحرین و اسرائیل از زمان استقلال بحرین در ۱۹۷۱ اشاره دارد. در سالهای اخیر، روابط دو کشور در حال متشنج شدن بود، و هردو کشور توافق کردند که روابط دیپلماتیک را در سپتامبر ۲۰۲۰ برقرار کنند. وزیر خارجه بحرین خالد بن احمد آل خلیفه گفته‌است "اسرائیل از نظر تاریخی بخشی از میراث کل این منطقه است؛ بنابراین، مردم یهود در میان ما جایگاهی دارند. " تهدید مشترک ایران زمینه‌های مشترکی را برای ذوب شدن روابط متشنج پیشین فراهم کرده‌است. سیاست خارجی بحرین به‌طور سنتی از ایجاد یک کشور مستقل فلسطین حمایت می کند.

## عادی‌سازی روابط

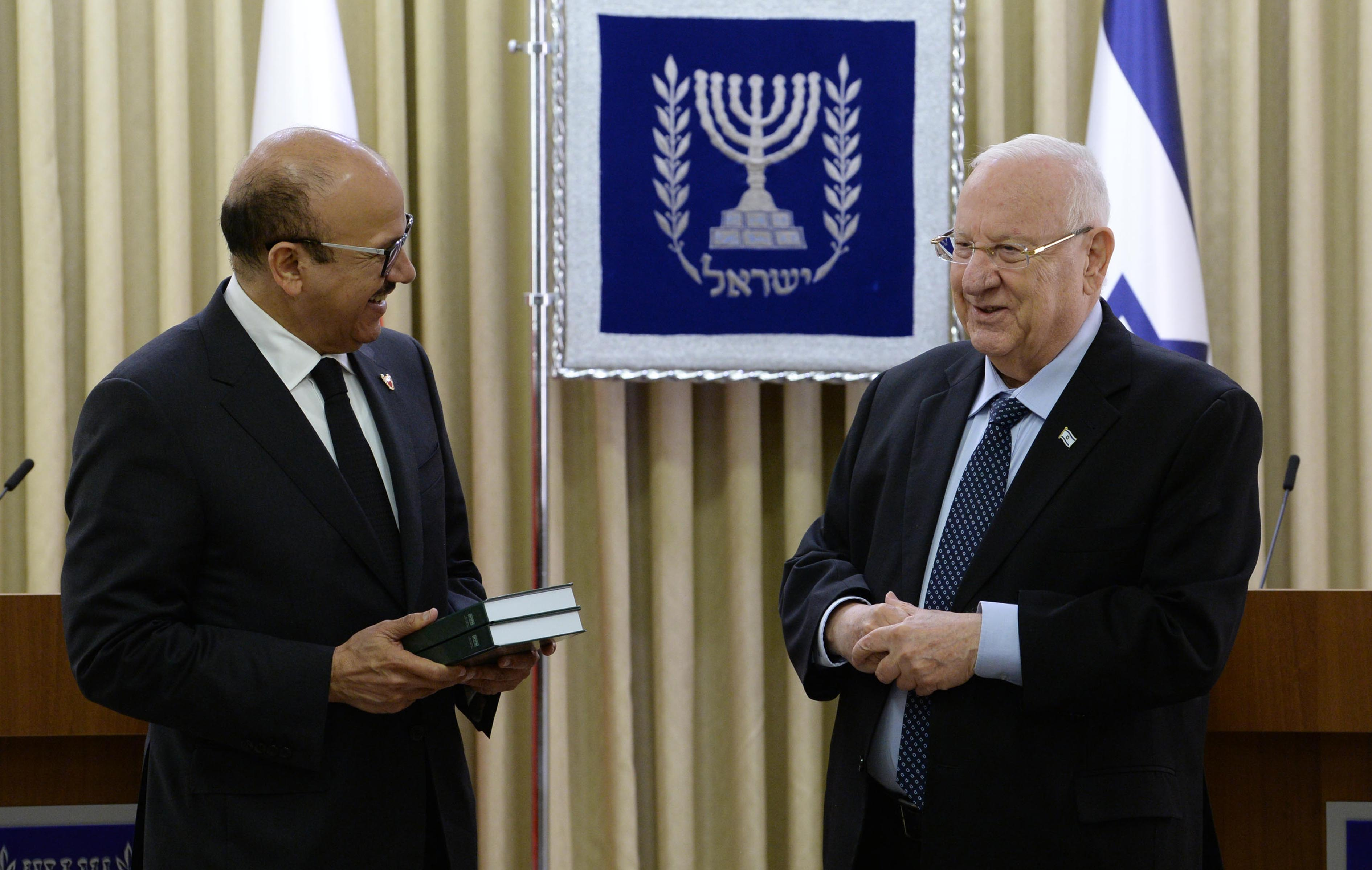
دیدار روون ریولین با وزیر امور خارجه پادشاهی بحرین. اورشلیم، نوامبر ۲۰۲۰ ،

در ماه مه ۲۰۱۸، بحرین حق وجود اسرائیل را به رسمیت شناخت. گفته می‌شود این بیشتر به دلیل تنش با ایران بوده‌است. مقامات منامه این موضوع را رد کردند زیرا این کشور همچنان به ابتکار صلح عربی متعهد است.
در ژوئن ۲۰۱۹، شش رسانه اسرائیلی دعوت نامه‌های رسمی برای پوشش خبری کارگاه صلح اقتصادی اسرائیل و فلسطین در بحرین دریافت کردند. در ژوئیه ۲۰۱۹، خالد بن احمد آل خلیفه، وزیر امور خارجه بحرین و اسرائیل کاتز، همتای اسرائیلی وی، در ایالات متحده دیدار کردند. در اکتبر ۲۰۱۹، یک مقام اسرائیلی، دانا بنوتیستی-گابای، در «کارگروه امنیت دریایی و هواپیمایی» در منامه، بحرین شرکت کرد. در دسامبر ۲۰۱۹، خاخام ارشد اورشلیم، شلومو عمار، برای یک رویداد میان ادیان از بحرین بازدید کرد.
پادشاه حمد با مایک پمپئو وزیر خارجه آمریکا دیدار کرد و گفت که کشور وی متعهد به ایجاد کشور فلسطین است و فشار واشینگتن به کشورهای عربی برای عادی سازی روابط با اسرائیل را رد کرد. با این حال، در ۱۱ سپتامبر ۲۰۲۰، اعلام شد که بحرین و اسرائیل برای ایجاد روابط کامل دیپلماتیک توافق کرده‌اند. دونالد ترامپ، رئیس‌جمهور آمریکا، با توجه به تاریخ اعلامیه، گفت: «هیچ پاسخ قدرتمندتری نسبت به نفرت ناشی از ۱۱ سپتامبر وجود ندارد.» این توافق‌نامه در ۱۵ سپتامبر سال ۲۰۲۰، در کاخ سفید در واشینگتن دی سی امضاء شد. در ۱۸ اکتبر سال ۲۰۲۰، یک هیئت اسرائیلی به رهبری مشاور امنیت ملی مایر بن شبات برای امضای سند اعلامیه عادی به منامه، بحرین سفر کرد. .
در مارس ۲۰۲۱، بحرین اولین سفیر خود در اسرائیل را منصوب کرد.